# Timmerticka
Timmerticka (Antrodia sinuosa) är en svampart som först beskrevs av Elias Fries, och fick sitt nu gällande namn av Petter Adolf Karsten 1881. Enligt Catalogue of Life ingår Timmerticka i släktet Antrodia,  och familjen Fomitopsidaceae, men enligt Dyntaxa är tillhörigheten istället släktet Antrodia,  och familjen Meripilaceae. Arten är reproducerande i Sverige. Inga underarter finns listade i Catalogue of Life.

## Bildgalleri

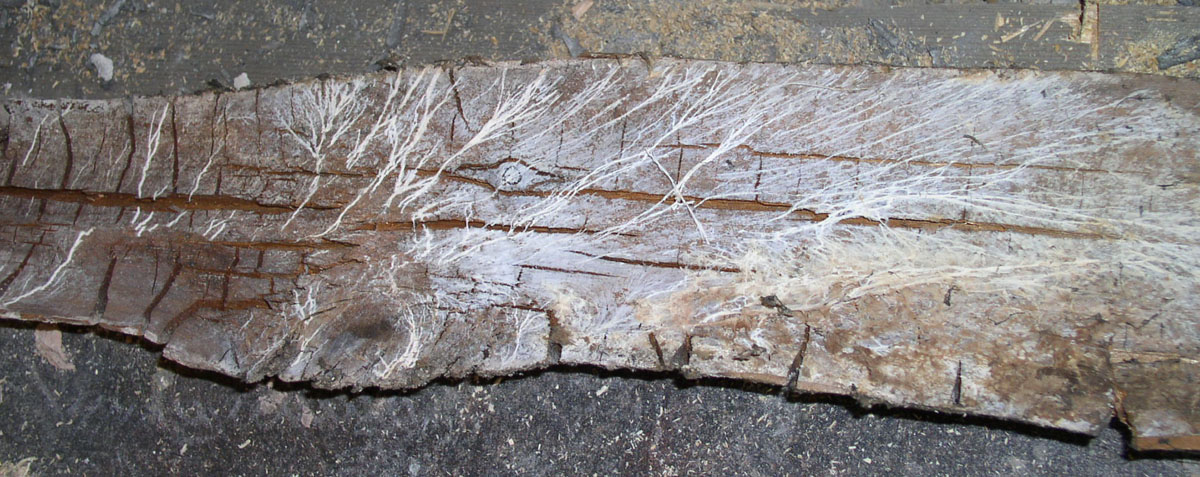
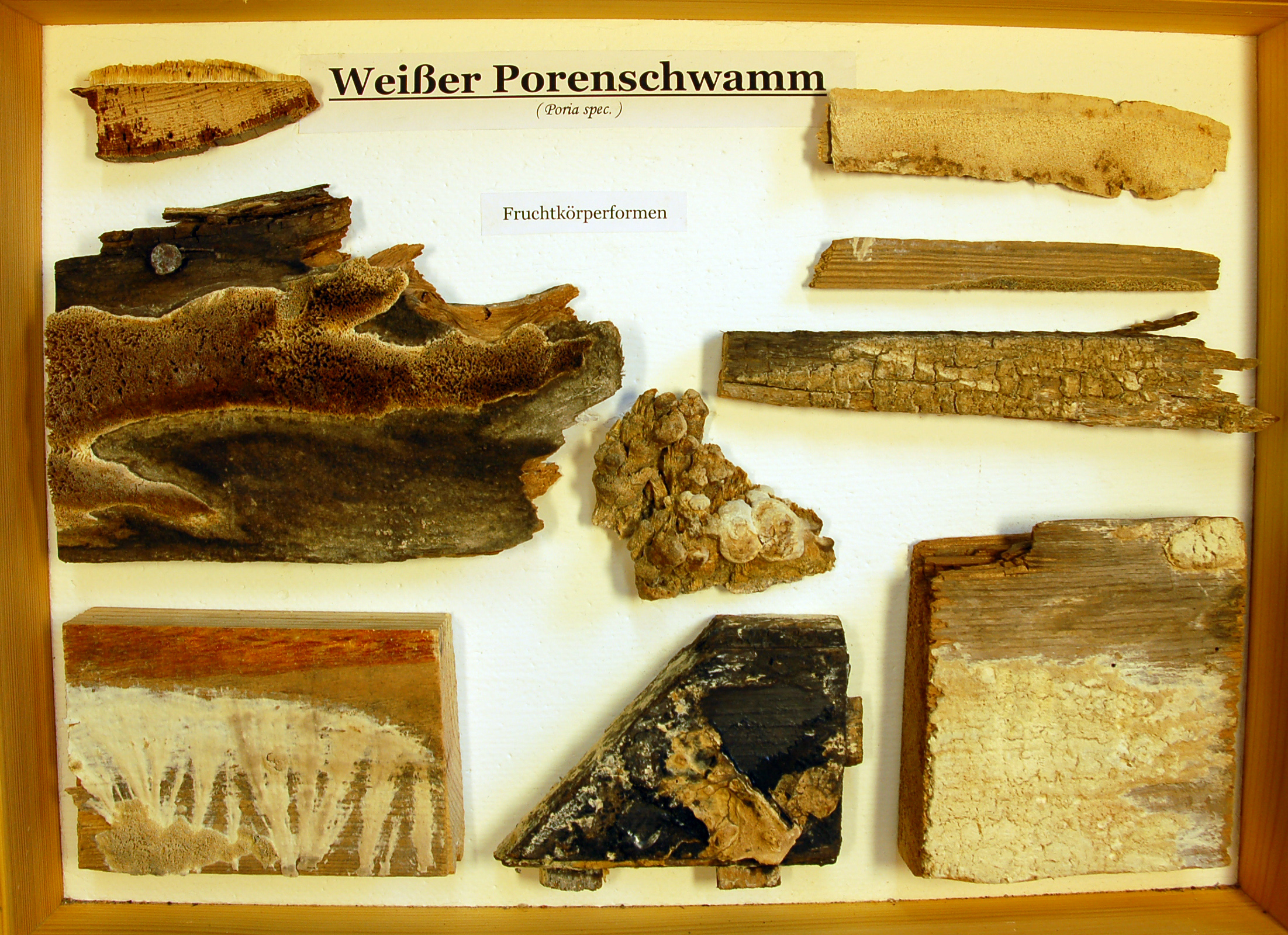